# NX Водолея
NX Водолея (лат. NX Aquarii), HD 220476 — одиночная переменная звезда в созвездии Водолея на расстоянии приблизительно 99,3 световых лет (около 30,5 парсеков) от Солнца. Видимая звёздная величина звезды — от +7,64m до +7,62m.

## Характеристики
NX Водолея — жёлтый карлик, вращающаяся переменная звезда типа BY Дракона (BY:) спектрального класса G5V или G5IV-V. Радиус — около 0,87 солнечного, светимость — около 0,734 солнечной. Эффективная температура — около 5742 К.